# Det blåser på månen
Det blåser på månen (originaltitel: The Wind on the Moon) är en barnbok från 1944 av den brittiske författaren Eric Linklater. Den svenska översättningen av Hugo Hultenberg utkom 1945.

## Handling
Boken handlar om flickorna Dina och Dorinda, som är döttrar till major Rytter som bara bryr sig om sitt jobb och dennes fru som bara bryr sig om sin man. 
Dina och Dorinda försöker vara väldigt hjälpsamma, eftersom deras pappa snart ska resa bort till det farliga landet Bombardiet. När major Rytter ska resa får de förmaningen att vara snälla för det blåser en ond vind på månen, och om man är olydig kan den blåsa rakt in i hjärtat på en, men hur mycket de än försöker vara snälla tolkas allt de gör och hjälper till med som bus av de vuxna.
Senare visar det sig att major Rytter råkat illa ut i Bombardiet, och Dina och Dorinda bestämmer sig för att ta sig dit och rädda honom. På vägen träffar de alla möjliga konstiga figurer och råkar ut för massor av äventyr.

## Svenska dramatiseringar
En dramatiserad version har gått som sommarlovsföljetong i radio ett flertal gånger.
Det blåser på månen sändes även som TV-serie 1985 med Ted Åström, Mia Benson, Ulf Brunnberg och Pernilla Glaser. Alexandra Rapaport gjorde sin film-/TV-debut som 14-åring i TV-serien. Se Det blåser på månen (TV-serie).